# The Sims Medieval
The Sims Medieval (Os Sims medieval, em Portugal)  é um jogo da série The Sims baseado em The Sims 3, desenvolvido e publicado pela Electronic Arts para Microsoft Windows, Mac OS X e iOS, foi lançado em 22 de março de 2011. Situado em tempos medievais, permite ao jogador construir um reino. Em 21 de dezembro de 2010, a EA anunciou que a edição limitada estava disponível até a data de lançamento, e também foi lançado ao mesmo tempo como a edição standard.

## Características
The Sims Medieval oferece uma atmosfera medieval para o jogador, com edifícios recém-projetados e cenários para "voltar no tempo". Os jogadores irão construir um reino, enviar Sims em Quests e ganhar prêmios na forma de Quest Points.
O jogo conta apenas com as necessidades de Fome e Energia. O jogador terá que lidar com as responsabilidades diárias de seus Sims. Estes consistem em tarefas relacionadas com a profissão do Sim que deve ser concluída em um determinado período de tempo. Se ignorar, o Sim ganhará um moodlet negativos por não fazer seu dever.
Ambições pode ser concluídas através da utilização de heróis (ou especialistas). Por exemplo, o jogador pode ter um assistente e um médico para cooperar em uma quest, ou um cavaleiro e um monarca. Os jogadores podem escolher a forma de como a equipe vai tentar conduzir a Quest. Os jogadores também escolhem qual Sim vai liderar a equipe.
Cada Sim tem dois traços normais e um traço fatal, que pode ser transformado em um traço lendário através de uma busca, ao contrário de The Sims 3, onde existem cinco principais traços apenas dependendo da faixa etária.

## Tipos de Heróis
Os jogadores podem controlar vários tipos de heróis ou profissões, e cada um destes possuem diferentes habilidades e responsabilidades.
- Monarcas controlam o reino e podem fazer acordos diplomáticos com os reinos vizinhos. Eles podem duelar, casar com NPCs importantes, e emitir proclamações e editos.
- Feiticeiros podem encantar ou lutar usando magia, que são aprendidas em livros de magia e devem ser memorizadas para serem utilizadas.
- Espiões podem envenenar outros Sims, como também roubar os cofres do reino.
- Sacerdotes possuem dois tipos: os Peteranos e os Jacobianos. Sacerdotes Peteranos seguem uma vida simples e tentam converter os Sims com sermões edificantes. Os Sacerdotes Jacobianos usam o medo como ferramenta de conversão, são luxuosos e usam roupas caras.
- Ferreiros Eles fazem armas,ferramentas e armaduras para as pessoas do reino.
- Médicos tem como ofício manter as pessoas saudáveis, a partir da tecnologia da época, isto é, usando sanguessugas para drenar o sangue do doente, preparando-o para receber curas maravilhosas.
- Cavaleiros podem treinar para aumentar sua força e resistência e podem ser usados para conquistar novas terras.
- Mercadores possuem acesso a produtos estrangeiros e a oportunidades de trocas de mercadorias.
- Bardos podem recitar poemas, tocar música para outros Sims, escrever e interpretar peças de teatro.

## Recepção
A versão para PC teve uma boa recepção 77% no Metacritic. Os críticos elogiaram o tema,esquema medieval e ambientação. mas disseram que em alguma horas já enjoavam e também que o The Sims 3 ainda era melhor.
Mas a versão para IOS, teve recepção mista do público mas favorável da crítica.

## Pacotes de Aventuras
Os pacotes de aventura adicionam novos itens para o jogo, assim como novas Quests, Sims, criaturas, e muito mais. Todos os Pacotes de Aventura têm temas que o conteúdo está associado.
| Nome             | Data de Lançamento | Novas Adições | Mundos | Novos PNJs      | Nova Criatura  | Nova Morte         |
| ---------------- | ------------------ | --- | ------ | --------------- | -------------- | ------------------ |
| Piratas e Nobres | 30 de Agosto, 2011 | Novas quests, novos animais de estimação (Falcão e Papagaio), 140 novos objetos, novos traços e traços lendários, caça ao tesouro | Nenhum | Piratas, Nobres | Baby Pit Beast | Por Baby Pit Beast |

## Requisitos Mínimos
Windows
- Windows XP SP2, Windows Vista SP1 ou Windows 7
- 2 GHz P4 ou equivalente; (2.4 GHz P4 ou equivalente Vista e 7)
- 1 GB de RAM; (1,5 GB de RAM Vista e Windows 7)
- Pelo menos 5,3 GB de espaço no disco rígido, com no mínimo 1 GB de espaço adicional para conteúdo personalizado.
- Placa de vídeo compatível com DirectX 9.0c, com 128 MB de RAM de vídeo e suporte para Pixel Shader 2.0

Mac OS X
- Mac OS X v10.5. ou superior
- Processador Intel Core Duo.
- 2 GB de memória RAM.
- Pelo menos 5,3 GB de espaço no disco rígido, com no mínimo 1 GB de espaço adicional para conteúdo personalizado.
- ATI X1600 ou NVIDIA 7300 GT com 128 MB de RAM de vídeo, ou Intel Integrated GMA X3100.